# Arc'teryx

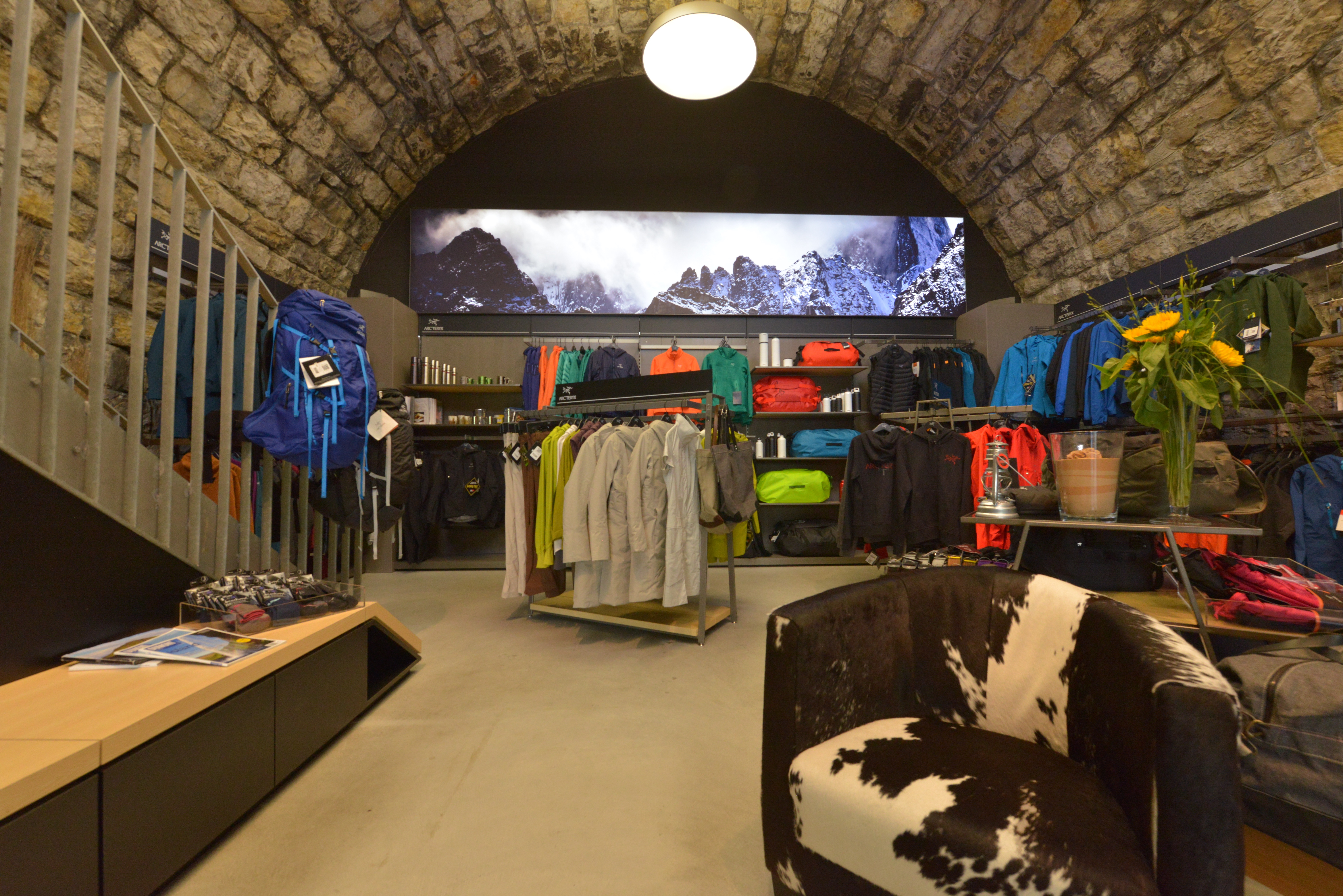
Magazin Arc'teryx din Zürich

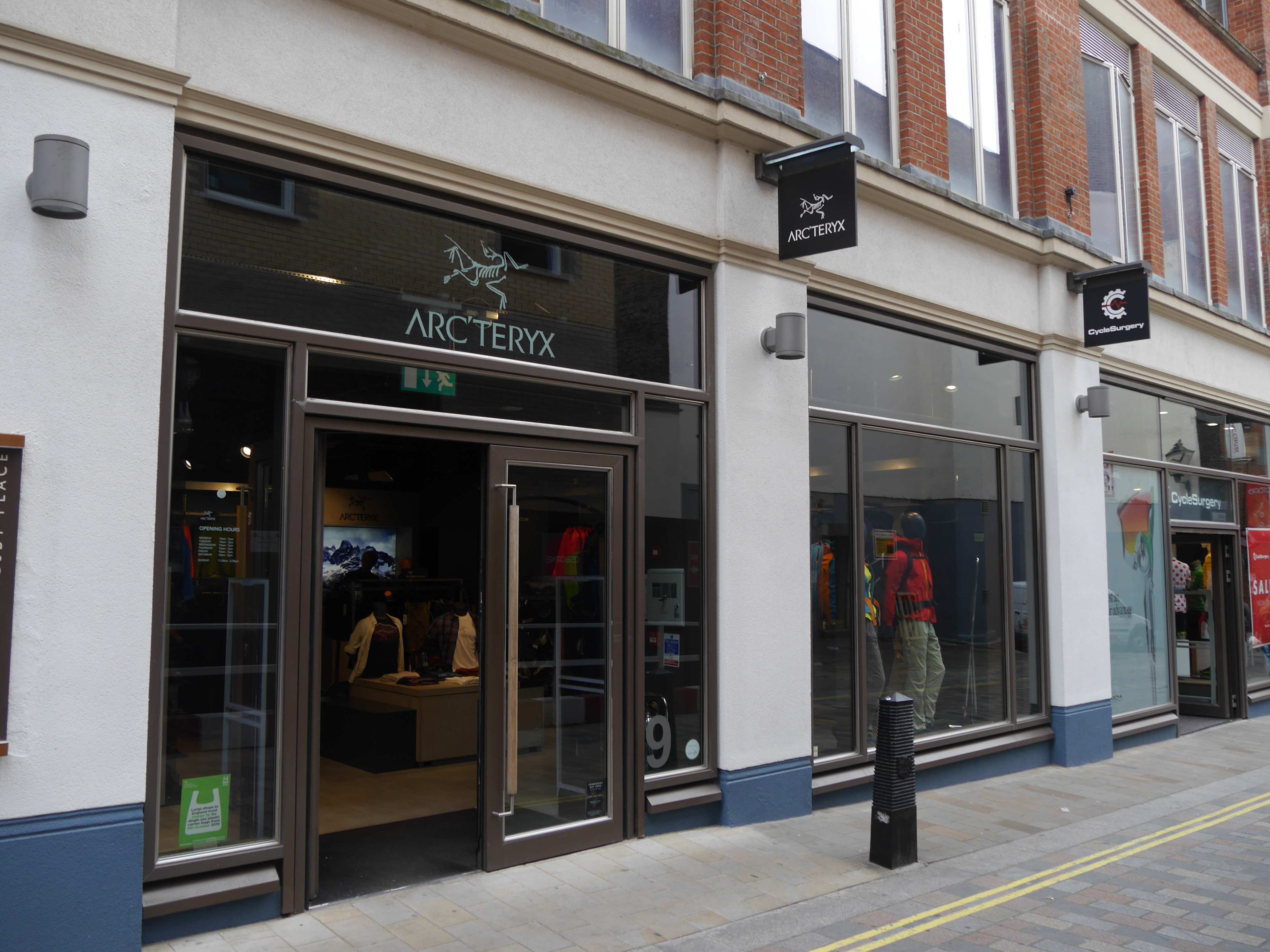
Arc'teryx, Mercer Street, Londra

Arc'teryx (stilizată ɅRC'TERYX ) este o companie de articole sportive tip "outdoor" din Canada, fondată în North Vancouver, British Columbia, în anul 1989. Numele și sigla Arc'teryx se referă la Arheopteryx, care este cea mai veche fosilă a unei specii de pasări, găsită vreodată de paleontologi . Logo-ul, creat de designerul Michael Hofler, se bazează pe "specimenul din Berlin" al păsării, cel mai complet schelet găsit până în prezent. 

## Istoria companiei
Inițial numit Rock Solid de către fondatorul Dave Lane, prima linie de produse a companiei a constat in echipamente si accesorii pentru alpinism. Dave Lane și-a vândut partea de 50% lui Blair Murdoch și Tim Duholke, care au devenit "parteneri din umbra" în anul 1989. Apoi, în 1991, Jeremy Guard a schimbat denumirea companiei în "Arc'teryx", dorind ca in acest mod sa reflecte viziunea companiei in crearea de inovație "evolutivă" în cadrul industriei de produse outdoor. Folosind o tehnologie laminată termic (termolaminare), partenerii au proiectat și comercializat hamul Vapor, care va deveni cel mai popular articol al companiei. În 1993, după o serie de relocări și adăugări de personal, Arc'teryx a lansat rucsacul Bora utilizând aceeași tehnologie Vapor . În 1996, după obținerea unei licențe de la WL Gore &amp; Associates pentru utilizarea țesăturii Gore-Tex, compania a adaptat-o pentru noua sa linie de îmbrăcăminte tehnică în aer liber. 
Având nevoie de un spațiu de producție mai mare, compania și-a mutat sediul în Burnaby, British Columbia, în 1999. În 2005, sediul central al Arc'teryx sa mutat in North Vancouver. Produsele lor sunt, de obicei, asociate cu activități de alpinism, schi, snowboarding, backpacking și activități legate de drumeții . 
Jeremy Guard a fost președinte și director al companiei din 1991 până în 2001. În ianuarie 2001, Arc'teryx a fost achiziționat de Salomon Group deținut de Adidas.  În mai 2005, Amer Sports a achiziționat grupul Salomon de la Adidas.  Sediul central al companiei Arc'teryx se află încă în North Vancouver, deși echipamentele de catarare, rucsaci și alte echipamente laminate sunt fabricate în propria fabrica din New Westminster, BC. Linia lor de îmbrăcăminte s-a extins și, prin urmare, Arc'teryx si-a externalizat productia in fabrici din China, Filipine, Vietnam, Bangladesh, El Salvador, Laos și Grecia . 

## Produse

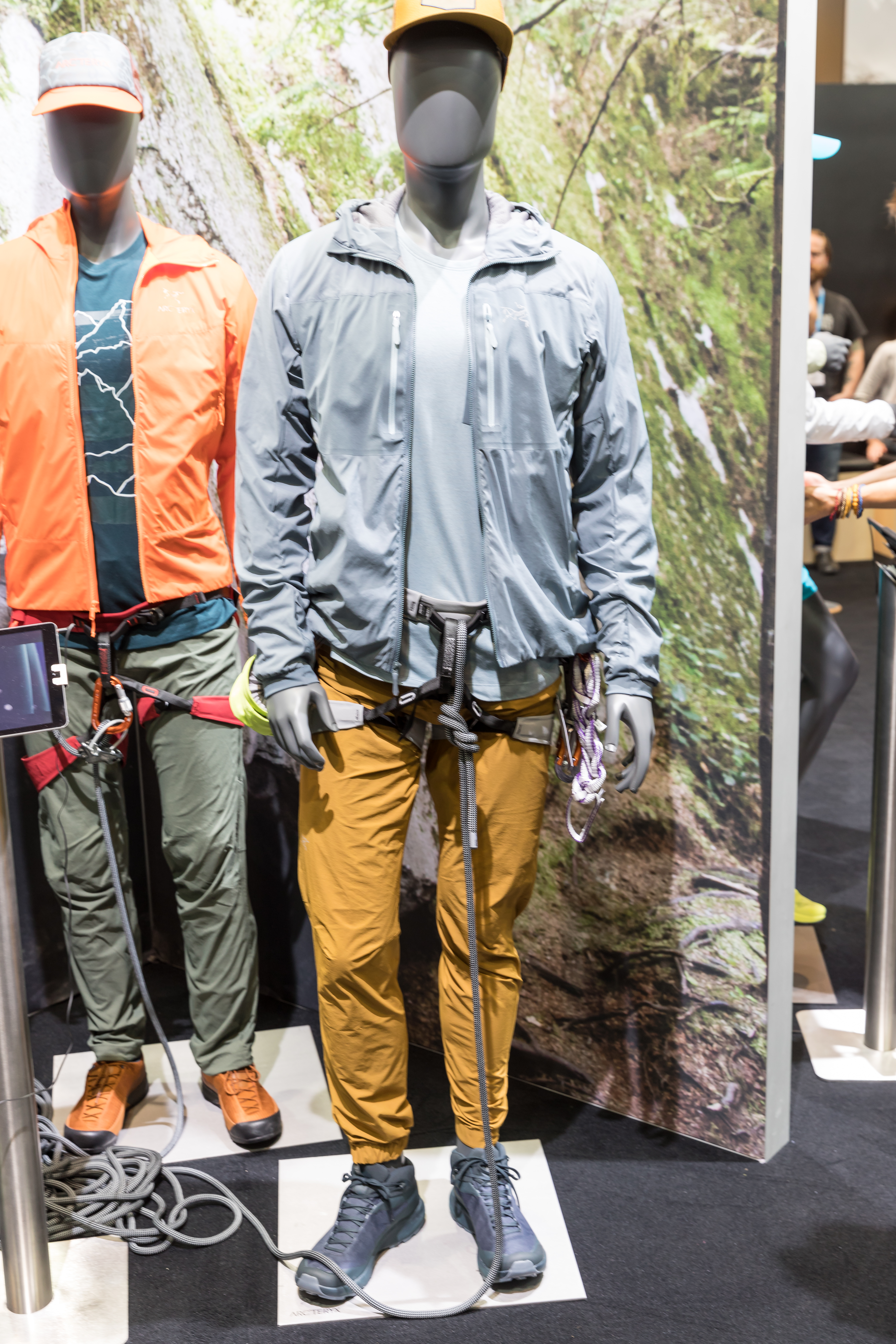
Articole de îmbrăcăminte Arc'teryx

Jacheta stindard a celor de la Arc'teryx, Alpha SV, a primit numeroase aprecieri pentru designul său, performanță și preț.   Alte articole de top din linia de îmbrăcăminte includ jachetele Theta AR și Gamma MX . De-a lungul anilor, designurile Arc'teryx au câștigat numeroase premii acordate de revistele Backpacker, Outside, Climbing, Men's Journal și Powder . 

## Arc'teryx Veilance
Arc'teryx Veilance este o linie de produse de performanță de lux, care a luat startul în anul 2009. Produsele sunt caracterizate prin functionalitate si rezistenta mare la uzura si in medii climatice diverse. 

## Arc'teryx LEAF
Linia de produse Arc'teryx LEAF este destinata armatei si politiei.  

## linkuri externe
- Site-ul oficial al companiei Arhivat în 3 august 2010, la Wayback Machine.
- Divizia de aplicare a legii Arc'teryx și forțele armate Arhivat în 29 septembrie 2011, la Wayback Machine.
- Arc'teryx Veilance Arhivat în 13 august 2010, la Wayback Machine.